# Die Schattenlinie (Roman)
Die Schattenlinie. Eine Beichte (englischer Originaltitel The Shadow Line. A Confession) ist eine Erzählung bzw. ein kurzer Roman des polnisch-britischen Schriftstellers Joseph Conrad (1857–1924). Als Buch erschien The Shadow Line 1917. Erzählt wird, wie ein junger Kapitän bei seinem ersten Kommando auf See krisenhafte Situationen meistert und dadurch an menschlicher Reife gewinnt. Der Roman trägt autobiografische Züge.

## Handlung
Der Ich-Erzähler, dessen Name im Buch nicht genannt wird, mustert aus einem nicht näher erläuterten Überdruss in einem ostasiatischen Hafen (erkennbar ist Singapur gemeint) von einem Dampfschiff der britischen Handelsmarine ab, wo er als Erster Offizier tätig war. Er steigt im örtlichen Seemannsheim ab und macht die Bekanntschaft des altgedienten Kapitäns Giles, der nur noch gelegentlich Kommandos übernimmt. Dieser ermuntert ihn, sich um das Kommando einer Dreimastbark zu bewerben, deren Kapitän jüngst verstorben ist und die im Hafen von Bangkok liegt. Eine Intrige des Chief Steward des Seemannsheims, mit der dieser das Kommando einem anderen Bewohner zuschanzen wollte, scheitert. Der Ich-Erzähler begibt sich an Bord eines Dampfschiffes und reist nach Thailand, wo er euphorisch an Bord seines Schiffes geht. Der erste Offizier, Mr. Burns, zeigt anfangs Feindseligkeit, wohl weil er sich selber Hoffnungen gemacht hatte, den Posten seines alten Kapitäns zu übernehmen. Während sich die Handelsgeschäfte, die Mr. Burns ungeschickt eingefädelt hatte, hinziehen, erkranken große Teile der Besatzung an Cholera und Malaria. Der Ich-Erzähler hofft, der frische Seewind würde eine heilende Wirkung auf sie ausüben, und befiehlt, in See zu stechen. Doch im Golf von Thailand gerät das Schiff in eine Flaute und dreht sich bei voller Betakelung zwei Wochen lang nur im Kreis, während nahezu alle Besatzungsmitglieder mit Malaria in den Kojen liegen. Nur der Ich-Erzähler und Ransome, der überaus anstellige Smut, der aber wegen eines Herzfehlers nicht schwer arbeiten darf, bleiben verschont. Der Ich-Erzähler entdeckt zu seinem Entsetzen, dass die reichen Chininvorräte, auf die er vertraut hatte, von seinem kriminellen Vorgänger unter der Hand verkauft und durch eine wertlose Pulvermischung ersetzt worden sind. Er strebt nun den Hafen von Singapur an, um dort Hilfe für seine Besatzung zu bekommen. Mr. Burns verbreitet das Schauermärchen, der verstorbene Kapitän, der 8° 20′ nördlicher Breite auf See bestattet wurde, hindere durch einen Fluch das Schiff daran, diese Linie zu überqueren. Schließlich schlägt das Wetter um: Ein Unwetter naht, und der kranken Besatzung einschließlich Ransomes, der sich dabei lebensgefährlich verausgabt, gelingt es in stockfinsterer Nacht bei heftigem Regen, wenigstens das Großsegel zu reffen, da die endlich aufkommende Brise ansonsten den Mast geknickt hätte. Als das Schiff Fahrt aufnimmt, triumphiert der inzwischen anscheinend wahnsinnige Mr. Burns mit wüsten Reden und schaurigem Lachen über den toten Kapitän, bevor er kollabiert. Ohne auf die schwer geschwächte Besatzung zurückgreifen zu können, steuert der Ich-Erzähler in vierzig schlaflosen Stunden das Schiff beinahe im Alleingang bis zur Außenreede von Singapur, wo er mit Ransomes Hilfe die Anker wirft und die Flagge mit dem Arztnotsignal hisst. Rasch kommen Mediziner an Bord und transportieren die kranken Besatzungsmitglieder ins Krankenhaus. Der Ich-Erzähler geht gleichfalls an Land, hat ein Gespräch mit seinem väterlichen Freund Kapitän Giles und heuert eine neue Mannschaft an, um seine Reise zügig fortsetzen zu können. Das Buch endet damit, dass Ransome aus Angst um sein geschwächtes Herz abmustert.

## Erzählperspektive
Der Untertitel des englischen Originals lautet: „Eine Beichte“. Damit ist die autodiegetische Erzählperspektive benannt, die Conrad das ganze Buch lang durchhält: Der Ich-Erzähler ist als junger Kapitän Protagonist der Erzählung, gleichzeitig blickt er als deutlich älterer Mann erzählend und reflektierend auf sein damaliges Selbst zurück. Dadurch kann Conrad retrospektiv den Wandel in der Persönlichkeit des Ich-Erzählers herausarbeiten, der als junger Mann zu Beginn des Buchs noch spontan und unmotiviert agiert, dann von der Hilfe anderer abhängig ist und irrationalen Vorstellungen wie der Heilung durch Seewind anhängt, in der Krise aber zu einer verantwortungsbewussten Persönlichkeit mit Autorität heranreift und somit seine eigene Schattenlinie übersprang.

## Deutung
Die Erzählung verklammert erkennbar zwei Erzählebenen, eine reale und eine symbolische: Die eponyme „Schattenlinie“ ist die Linie 8° 20′ nördlicher Breite, die das Schiff überqueren muss, um dem dort versenkten bösen Kapitän bzw. der Windstille und der Malaria zu entkommen, und gleichzeitig auch der Schritt, den der Ich-Erzähler tut, um vom jungen Mann zum Erwachsenen zu reifen, vom Träumer zum Handelnden, eine Wandlung, die Conrad als einen regelrechten „Initiationsprozess“ schildert. Dies wird unterstrichen dadurch, dass Ausgangs- und Endpunkt der geschilderten Reise identisch sind, die somit keine räumliche Reise ist: Der Ich-Erzähler kommt da an, wo er schon einmal war, aber als ein anderer Mensch. Auch der Anfang des Buches, wo auf wenigen Seiten über verstreichende Jugend und den Überdruss, die Lust an der Provokation und den Jähzorn reflektiert wird, die für dieses Lebensalter typisch sind, signalisiert, dass es in der Schattenlinie nicht in erster Linie um eine Seefahrer- oder Abenteuergeschichte geht, sondern um allgemeinmenschliche Fragen.

## Hintergrund
Die im Buch geschilderten Ereignisse sind eine dramatisierte Version dessen, was dem Verfasser selbst im Jahr 1888 zustieß: Der 31-jährige Conrad hatte aus Langeweile von seinem Schiff Vidar abgemustert und wartete im Seemannsheim von Singapur auf eine Möglichkeit, nach England zurückzukehren, als sich ihm die Möglichkeit bot, die Otago zu kommandieren, die seinerzeit in Bangkok lag. Er nahm freudig an, hatte aber auf seiner ersten Reise mit erheblichen Schwierigkeiten zu kämpfen, ganz ähnlich, wie er sie in der Schattenlinie erzählt.

## Entstehungs- und Editionsgeschichte
Die Abfassungszeit der Schattenlinie ist nicht ganz klar. Conrad selbst gibt in einem Brief an, die Erzählung während des Ersten Weltkriegs von Dezember 1914 bis März 1915 verfasst zu haben. Im Vorwort der Erstausgabe heißt es dagegen, sie sei im Herbst und Winter 1916 niedergeschrieben worden. Conrads Übersetzer Heinz Piontek vermutet als Entstehungszeit Februar/März 1915 bis Frühherbst 1916. Der Roman ist Conrads Sohn Borys (1898–1978) gewidmet, der ab 1915 als Soldat im Weltkrieg diente, und ebenso all seinen Kameraden, „die gleich ihm, schon frühzeitig die Schattenlinie ihrer Generation passiert haben“, das heißt, die kriegsbedingt verfrüht erwachsen werden mussten.
The Shadow Line erschien zuerst in Fortsetzungen von September 1916 bis März 1917 in der English Review, im März 1917 erschien die Buchausgabe im Londoner Verlag J.M. Dent. Eine erste deutsche Übersetzung von Elsie MacCalman erschien 1926 im S. Fischer Verlag mit einer Einführung von Jakob Wassermann. 1999 legte Heinz Piontek eine Neuübersetzung im Insel Verlag vor, 2017 folgte eine weitere Übersetzung von Daniel Göske im Carl Hanser Verlag.

## Film
Andrzej Wajda verfilmte den Stoff 1976 unter dem Titel Smuga cienia. Der Film wurde im Dezember 1977 in den Kinos der DDR gezeigt.

## Ausgaben (Auswahl)
- Joseph Conrad: The Shadow Line. A Confession. J. M. Dent, London 1917. (Author's Note für die Ausgabe bei Doubleday, 1920)
- Joseph Conrad: Die Schattenlinie. Eine Beichte. Deutsch von E. McCalman. Fischer, Berlin 1926.
- Joseph Conrad: Schattenlinie. Roman. Deutsch von Heinz Piontek. Insel, Frankfurt am Main/Leipzig 1999
- Joseph Conrad: Die Schattenlinie. Roman. Deutsch von Daniel Göske. Carl Hanser, München 2017.